# Rudobrody (serial animowany)
Rudobrody (fr. Barbe Rouge) – francuski serial animowany. Adaptacja komiksu Jean-Michela Charliera i Victora Hubinona.

## Lista odcinków
| Nr  | Tytuł polski              | Tytuł francuski                 |
| --- | ------------------------- | ------------------------------- |
| 01. |                           | Le Fils de Barbe Rouge          |
| 02. | Panna de Breteuil         | Mademoiselle de Breteuil        |
| 03. | Żywy czy martwy           | Mort ou Vif                     |
| 04. |                           | Le Trésor de Barbe Rouge        |
| 05. |                           | Le Vaisseau fantôme             |
| 06. |                           | L'Île de l'homme mort           |
| 07. | Złoto Kouby               | L'Or du pays Kouba              |
| 08. | Diamentowy szlak          | La Route des diamants           |
| 09. | Terra Australis Incognita | Terra Australie incognita       |
| 10. | Tiara Assurbanipala       | La tiare d'Assurbanipal         |
| 11. | Wielki biały krokodyl     | Le grand crocodile blanc        |
| 12. | Drzewo chlebowe           | L'arbre à pain                  |
| 13. | Królestwo księdza Jana    | Le royaume de prêtre Jean       |
| 14. |                           | La Fiancée des mers du Sud      |
| 15. | Dama z Jukatanu           | La Dame du Yucatan              |
| 16. | Gończe psy                | Les Chiens de sang              |
| 17. | Bal u księcia D'Orville   | Le Bal du Comte d'Orville       |
| 18. | Raj na ziemi              | Un paradis terrestre            |
| 19. | Wezwanie dla króla        | Le Défi au roi                  |
| 20. | Pirat bez twarzy          | Le Pirate sans visage           |
| 21. | Kodeks Kortenzjana        | Codex cortesiano                |
| 22. | Hiszpańska pułapka        | Le Piège espagnol               |
| 23. | Poufna misja              | Mission secrète                 |
| 24. | Dziecko nowego świata     | L'Enfant du nouveau monde       |
| 25. | Syjamskie noce            | Nuits de Siam                   |
| 26. |                           | Les Papillons noirs du Yang Tsé |

## Obsada (głosy)
- Bernard-Pierre Donnadieu jako Rudobrody (Barbe Rouge)